# 多尔索
多尔索（法語：Dorceau，法語發音：[dɔʁso] ⓘ）是法国奥恩省的一个旧市镇，属于莫尔塔涅欧佩什区。2016年，多尔索与临近的2个市镇合并为新市镇佩尔什地区雷马拉尔。

## 地理
多尔索（48°25'22"N, 0°48'3"E）面积14.68 平方千米，位于法国诺曼底大区奧恩省，该省份为法国西北部内陆省份，北起顺时针与卡爾瓦多斯省、厄尔省、厄尔-卢瓦省、萨尔特省、马耶讷省和芒什省接壤。
与多尔索接壤的市镇（或旧市镇、城区）包括：圣日耳曼德格鲁瓦、布勒通塞勒、穆捷欧佩什、佩尔什地区雷马拉尔。

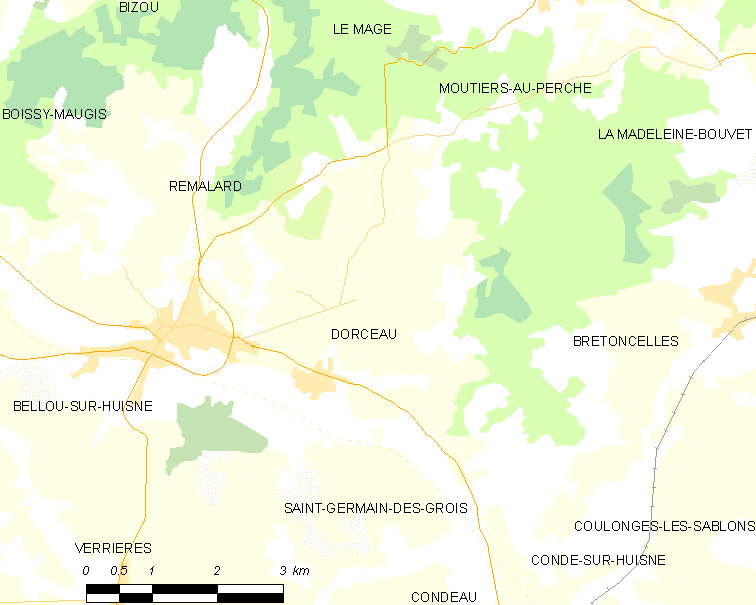
多尔索的OSM定位图

多尔索的时区为UTC+01:00、UTC+02:00（夏令时）。

## 行政
多尔索的邮政编码为61110，INSEE市镇编码为61147。

## 政治
多尔索所属的省级选区为布勒通塞勒县。

## 人口

1962-2008年间多尔索人口变化图示

多尔索于2013时的人口数量为386人。